# Lavrîkî, Skvîra
Lavrîkî (în ucraineană Лаврики) este un sat în comuna Horobiivka din raionul Skvîra, regiunea Kiev, Ucraina.

## Demografie
Componența lingvistică a localității Lavrîkî
     Ucraineană (96,82%)
     Rusă (2,65%)
     Alte limbi (0,53%)
Conform recensământului din 2001, majoritatea populației localității Lavrîkî era vorbitoare de ucraineană (96,82%), existând în minoritate și vorbitori de rusă (2,65%).